# Gaworzyce (gmina)
Gaworzyce est une gmina rurale du powiat de Polkowice, Basse-Silésie, dans le sud-ouest de la Pologne. Son siège est le village de Gaworzyce, qui se situe environ 20 km au nord-ouest de Polkowice, et 98 km au nord-ouest de la capitale régionale Wrocław.
La gmina couvre une superficie de 76,99 km2 pour une population de 3 849 habitants.

## Géographie
La gmina est bordée par les gminy de Nielisz, Radecznica, Rudnik, Szczebrzeszyn et Turobin.
La gmina contient les villages de Dalków, Dzików, Gaworzyce, Gostyń, Grabik, Kłobuczyn, Korytów, Koźlice, Kurów Wielki, Mieszków, Śrem, Wierzchowice et Witanowice.